# The Ol’ Razzle Dazzle
The Ol’ Razzle Dazzle är det tredje studioalbumet av den australiensiska sångerskan Missy Higgins. Albumet släpptes den 1 juni 2012. Den första singeln var "Unashamed Desire".

## Låtlista

### Standard
Där inte annat anges är låtarna skrivna av Missy Higgins.
1. "Set Me on Fire" (Missy Higgins, Butterfly Boucher, Dan Wilson) – 3:35
2. "Hello Hello" (Higgins, Kevin Griffin) – 3:00
3. "Unashamed Desire" (Higgins, Boucher) – 3:31
4. "Everyone's Waiting" (Higgins, Wilson) – 3:52
5. "All in My Head" (Higgins, Boucher) – 3:44
6. "Temporary Love" – 3:40
7. "Watering Hole" (Higgins, Amiel Courtin-Wilson) – 2:42
8. "Tricks" (Higgins, Katie Herzig) – 3:07
9. "If I'm Honest" – 3:32
10. "Cooling of the Embers" – 3:59
11. "Hidden Ones" – 4:22
12. "Sweet Arms of a Tune" – 3:40

### Bonus
1. "World Gone Mad" (iTunes-bonuslåt)
2. "Link in a Chain" (bonuslåt vid förhandsbeställningar)